# Gakovo
Gakovo (cyr. Гаково) – wieś w Serbii, w Wojwodinie, w okręgu zachodniobackim, w mieście Sombor. W 2011 roku liczyła 1810 mieszkańców.